# Cima di Val Scura (Gruppo di Brenta)
La Cima di Val Scura (2670 m s.l.m.) è un monte delle Dolomiti di Brenta nelle Alpi Retiche meridionali. Si trova nella catena occidentale del Sottogruppo della Campa, in Val di Non, nel Parco naturale Adamello Brenta.

## Descrizione
La cima sorge all'estremità nord della catena occidentale, che ha inizio col Monte Fibbion, del Sottogruppo della Campa. È separata dalla cresta della Crozara della Campa (o Cima Termoncello) (2673 m) da un piccolo intaglio. A nord si apre la Val Scura, ad ovest invece la Valle di Flavona. Ad est si staglia il Cimon della Campa (2598 m).
La cima è composta da tre punte ravvicinate circa della stessa altezza.

## Accessi
- Da Malga Arza (1507 m): si segue il sentiero SAT 330 si raggiunge la Malga Termoncello e da lì, valicato il Passo del Termoncello (1856 m), si entra in Val Strangola e poi in Val Scura, seguendo il sentiero SAT 369.[2][3]

## Traversate
- Percorso di cresta di tutta la catena: dalla Bocchetta di Val Scura si sale sulla cima, da qui si prosegue verso il Termoncello (2673 m), Cima Santa Maria (2678 m).  Dalla cima si può proseguire fino al Monte Fibbion e da lì al Passo della Gaiarda (2242 m), dal quale si può raggiungere Malga Spora (1851 m).[4]

## Ascensioni
- 20 maggio 1909: G. Dassati e T. Molk salirono verso la cima per il versante Ovest.
- 28 agosto 1933: F. Deuss e il botanico Karl Mägdefrau salirono verso la cima seguendo la parete Nord-est.
- 29 settembre 1941: Fulvio Bergamo e Ivo Bergamo tracciarono una variante sul versante Ovest della cima.
- 30 settembre 1943: Fulvio Bergamo e Ivo Bergamo si arrampicarono sulla parete Ovest della cima.
- 9 giugno 1946: Carlo Furlani e Achille Gadler tracciarono una variante arrampicandosi sulla parete Ovest. (Difficoltà: IV-V).[1]